# Philodendron rodrigueziae
Philodendron rodrigueziae är en kallaväxtart som beskrevs av Thomas Bernard Croat och Michael Howard Grayum. Philodendron rodrigueziae ingår i släktet Philodendron och familjen kallaväxter.
Artens utbredningsområde är Ecuador. Inga underarter finns listade.